# Fissuroderes
Genre
Fissuroderes est un genre de Kinorhynches du Pacifique.

## Liste des espèces
Selon WRMS :
- Fissuroderes higginsi Neuhaus & Blasche, 2006
- Fissuroderes novaezealandia Neuhaus & Blasche, 2006
- Fissuroderes papai Neuhaus & Blasche, 2006
- Fissuroderes rangi Neuhaus & Blasche, 2006
- Fissuroderes thermoi Neuhaus & Blasche, 2006

## Référence
- Neuhaus & Blasche, 2006 : Fissuroderes, a new genus of Kinorhyncha (Cyclorhagida) from the deep sea and continental shelf of New Zealand and from the continental shelf of Costa Rica. Zoologischer Anzeiger, vol. 245, n.1, p. 19-52.